# Страбопс
Страбопс (Strabops) е род членестоноги от геоложкия период камбрий от серията Фуронгий. Името му произлиза от древногръцките думи στραβός (присвити) и ὄψῐς (очи). Бива класифициран в семейство Strabopidae.
Родът Страбопс е познат само от един фосил, открит от Артър Тачър във формацията Потоси, щата Мисури. Открит е в скали, датирани от късния камбрий.

## Телесни характеристики
Страбопс има сегментирано тяло като останалите представители на типа членестоноги. Има 11 подвижни сегмента на коремчето си, за разлика от по-късните евриптериди, които притежават 12. Първите шест сегмента са сравнително еднакви на дължина, а следващите три са по-къси. Последните два сегмента са малко по-дълги.
Притежава антемедианно позиционирани фасетни очи, които са средни на големина и са закръглени. Главогръдът на страбопс е по-къс и по-широк от този на евриптерус. Широчината на главогръда на страбопс е два пъти по-голяма от дължината.
На дължина, страбопс достига 11 см. и широчина 6 см. Дължината на главогръда е около 2 см, а широчината му – 4.9 см (49 милиметра).